# Clan Drummond
Drummond ist der Name eines schottischen Clans, der aus Drymen in Stirlingshire stammt.

## Geschichte
Die Familie kam vermutlich erstmals im 12. Jahrhundert als Verbündete des Mormaers von Menteith zu gewisser Bedeutung und erwarb die erblichen Ämter Thane of Lennox und Steward of Menteith and Strathearn.
Nach der Schlacht von Bannockburn, wo Sir Malcolm Drummond den siegreichen Robert the Bruce unterstützt hatte, belohnte dieser ihn mit Ländereien in Perthshire. Zwei der Frauen der Drummonds, die für ihre Schönheit bekannt waren, wurden mit schottischen Königen verheiratet, Margaret Drummond mit David II. und Annabella Drummond mit Robert III.
Mit Sir John Drummond, of Cargill (1438–1519) wurde am 29. Januar 1488 als Lord Drummond (of Cargill) erstmals ein Familienmitglied zum Peer erhoben. Alle späteren Peers stammen von ihm ab.
Politisch waren die Angehörigen des Clans loyal gegenüber Maria Stuart und dem exilierten James II., wofür sie mit jakobitischen Dukedoms (Duke of Perth und Duke of Melfort) belohnt wurden, und kämpften bei den jakobitischen Aufständen von 1715 und 1745 auf jakobitischer Seite. In Großbritannien wurden ihnen deswegen ihre Adelstitel aberkannt, die Angehörige der Familie Mitte des 19. Jahrhunderts zurückgewinnen konnten.
Clan Chief des Clan Drummond ist der stammälteste Agnat, der seit 1605 zumeist den Titel Earl of Perth innehat. Stammsitz der Familie ist Stobhall bei Perth.
Das Motto der Drummonds lautet Gang Warily („Geh vorsichtig“).

## Titel
Angehörige des Clans führen bzw. führten folgende Adelstitel:
Peerage of Scotland
- Earl of Perth (1605)
- Earl of Melfort (1686)
- Viscount of Forth (1686)
- Viscount of Melfort (1685)
- Viscount of Strathallan (1686)
- Lord Drummond (of Cargill) (1488)
- Lord Drummond of Cromlix (1686)
- Lord Drummond of Riccartoun, Castlemains and Gilstoun (1686)
- Lord Drummond of Gillestoun (1685)
- Lord Maderty (1609)

Peerage of Great Britain
- Baron Perth (1797)

Französischer Adel
- Duc de Melfort (1701)
- Comte de Lussan
- Baron de Valrose

Jakobitische Peerage of Scotland
- Duke of Perth (1690)
- Duke of Melfort (1692)
- Marquess of Drummond (1690)
- Marquess of Forth (1692)
- Earl of Stobhall (1690)
- Earl of Isla and Burntisland (1692)
- Viscount Cargill (1690)
- Viscount of Rickerton (1692)
- Lord Concraig (1690)
- Lord Castlemains and Galston (1692)

Jakobitische Peerage of England
- Baron Cleworth (1689)

## Bilder

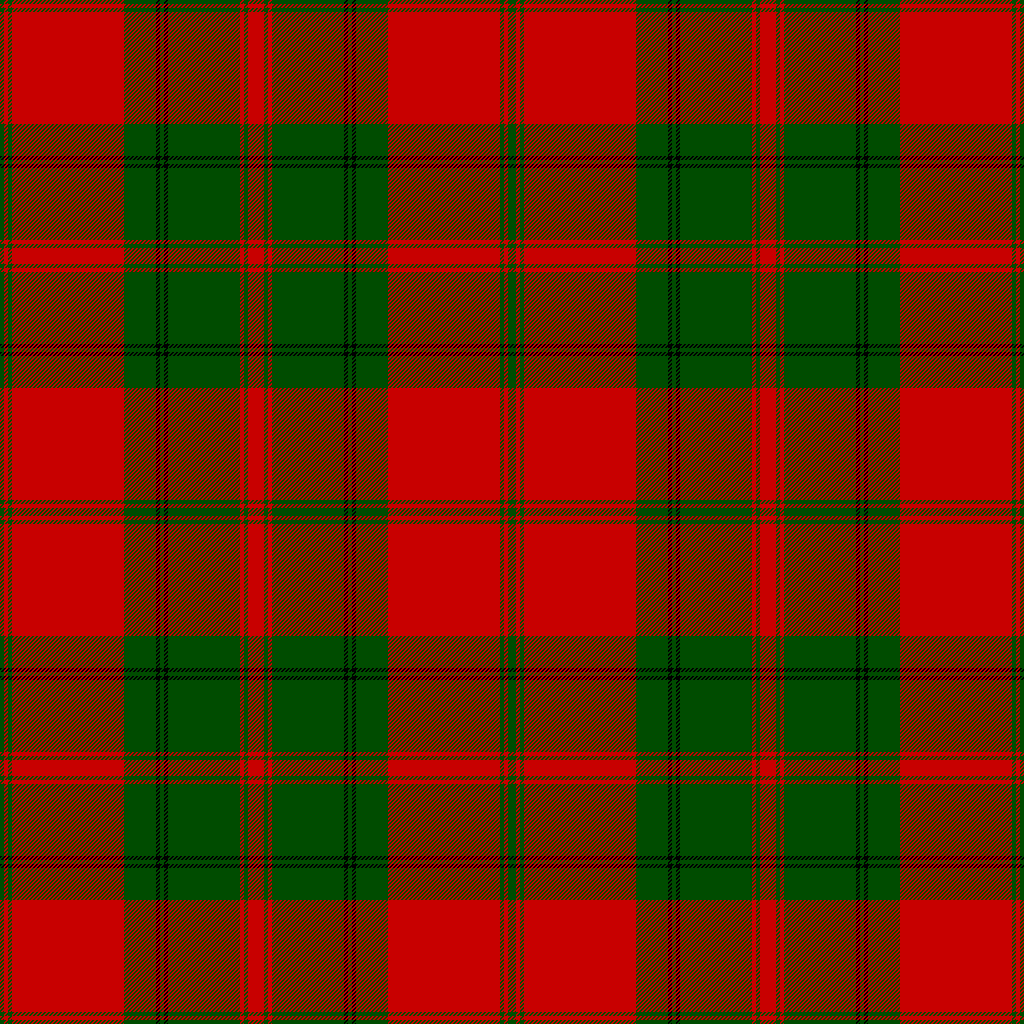
Tartan
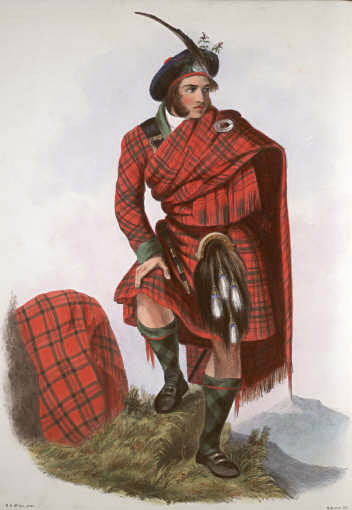
Viktorianische Darstellung eines Clan-Mitglieds
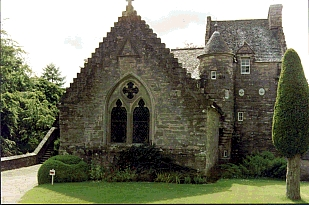
Stobhall Castle, Perthshire
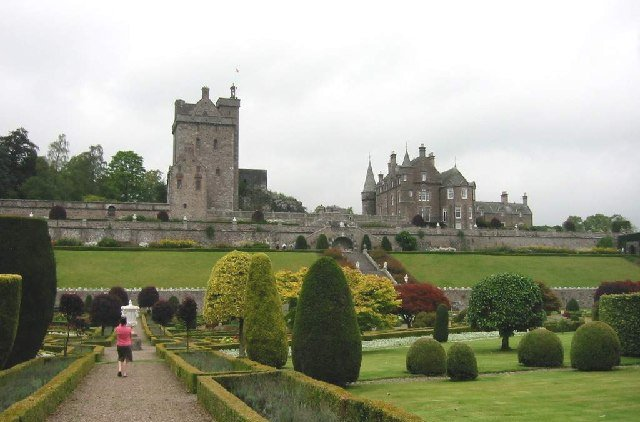
Drummond Castle, Perthshire